# R/V Electra af Askö
R/V Electra af Askö är ett isgående svenskt forskningsfartyg, som ägs och drivs av Östersjöcentrum på Stockholms universitet. Det levererades i juni 2016 och är stationerat vid Askölaboratoriet, där det används för havsforskning i Östersjön. Electra ersatte Askölaboratoriets tidigare forskningsfartyg R/V Aurelia. Hon bekostades till stor del genom en donation på 30 miljoner kronor från Familjen Erling-Perssons stiftelse.

## Utrustning
- GPS-system med Real Time Kinematic, med 2-3 cm upplösning i horisontell ledd, 4-6 cm vertikalt
- Flerstråligt ekolod med förmåga att kartlägga havsbottnen ner på centimeternivå
- Skrovmonterad sonar för vattenpelaren under fartyget
- Sidledssonar, som släpas efter fartyget och skannar stora botten
- Penetrerande ekolod för undersökning av sediment
- Airgun, som släpas efter fartyget och avger en mycket kraftig ljudstöt, vilket ger möjlighet att undersöka hundratals meter av sedimentlager
- Akustisk strömmätare
- CTD-sond med plats för fler sensorer, samt 12 flaskor à 5 liter för vattenprov
- Fjärrstyrd undervattensfarkost (ROV) med kameror, sensorer och griparmar
- Lod för att hämta sedimentprover (stötlod, kolvlod och multi-corer)
- Bentisk landare som placeras på botten där den utför kemiska, biologiska och fysikaliska mätningar
- Planktonhåvar
- Utrustat laboratorium (31 m2)

## Bildgalleri

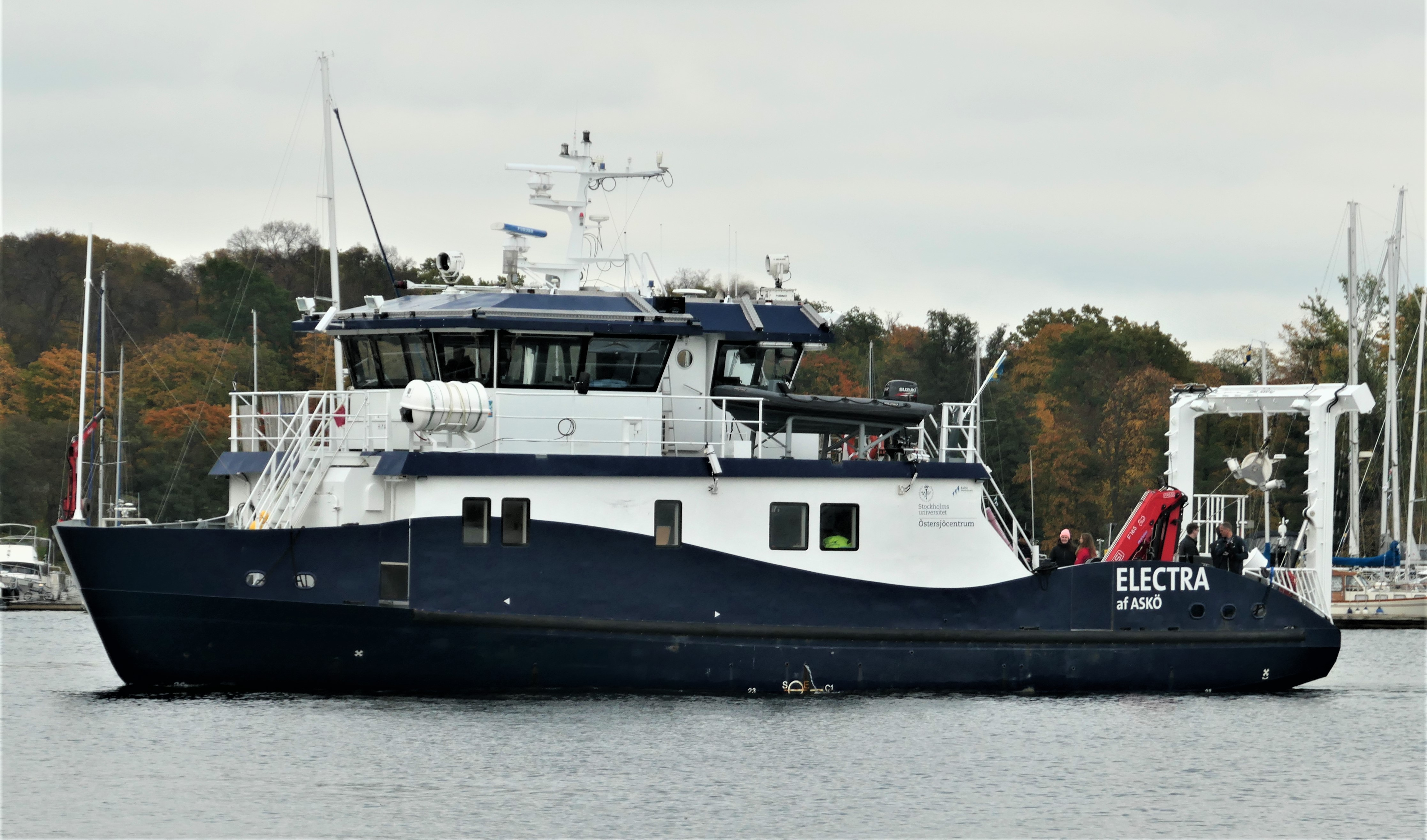
Electra af Askö i Waldemarsviken på väg att lägga till vid Sjöfartsverket på Djurgården i Stockholm.
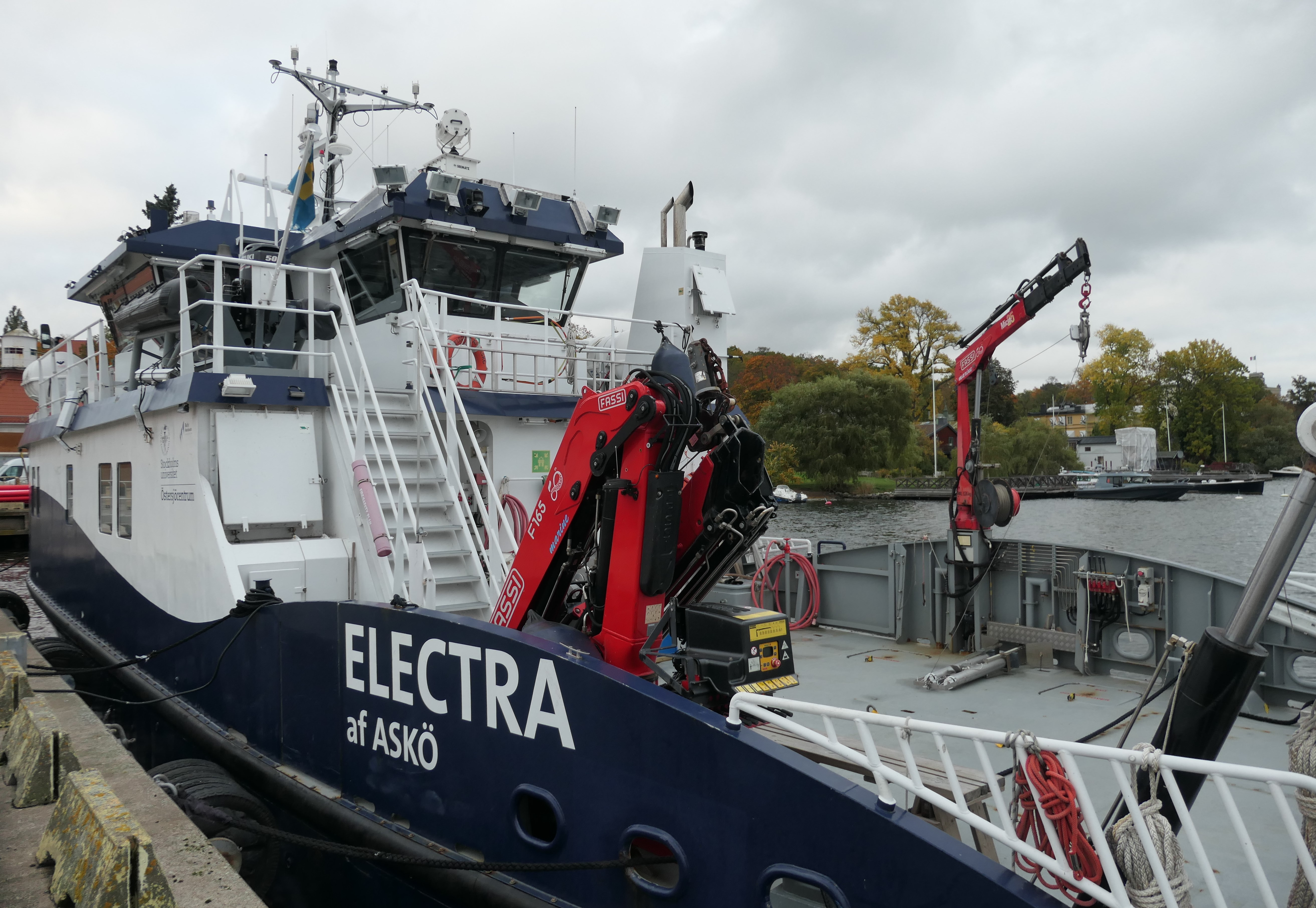
Electra af Askö snett akterifrån.